# 기름종개
기름종개는 잉어목 미꾸리과의 한 종으로, 한국 고유종이다.